# Riemst
Riemst (Limburgish: Riems) là một đô thị ở tỉnh Limburg. Tại thời điểm ngày 1 tháng 1 năm 2006, Riemst có tổng dân số 15,963người. Tổng diện tích là 57,88 km² với mật độ dân số 276 người trên mỗi km².
Đây là nơi diễn ra trận Lauffeld năm 1747.
Đô thị này gồm các khu vực dân cư: Genoelselderen, Herderen, Kanne, Membruggen, Millen, Riemst, Val-Meer, Vlijtingen, Vroenhoven en Zichen-Zussen-Bolder